# BoxBoy! + BoxGirl!
BoxBoy! + BoxGirl! es un juego de plataformas y lógica desarrollado por HAL Laboratory y publicado por Nintendo. ¡Es el cuarto juego de la serie BoxBoy! y el primero en ser lanzado en Nintendo Switch. Es una continuación de Bye-Bye BoxBoy! lanzado en 2017. BoxBoy! + BoxGirl! presenta un modo multijugador para dos jugadores por primera vez en la serie, y ha sido elogiado por los críticos. El juego se lanzó en todo el mundo para Nintendo Switch exclusivamente a través de Nintendo eShop el 26 de abril de 2019.

## Jugabilidad
Como las entradas anteriores de la serie, BoxBoy! + BoxGirl! es un videojuego de plataformas de lógica. La mecánica principal del juego gira en torno a generar una cadena de cajas para superar obstáculos y llegar al final del nivel. Cada nivel tiene un límite en la cantidad de cajas que se pueden crear a la vez. Las cajas se pueden usar para una variedad de funciones, como formar puentes, bloquear peligros y presionar interruptores. En la campaña para un jugador, denominada "A Tale for One", los jugadores controlan a Qbby para crear cadenas de cajas que Qbby puede colocar, sostener o retirar. Los niveles están agrupados en mundos, cada uno de los cuales está temático con diferentes obstáculos y habilidades.
BoxBoy! + BoxGirl! contiene 270 niveles en tres campañas, la mayor cantidad de cualquier juego de la serie. Por primera vez en la serie, el juego presenta una campaña para dos jugadores, "A Tale for Two". En este modo, un jugador controla a Qbby y el otro controla a Qucy, y ambos trabajan juntos para avanzar en los niveles. Cada nivel tiene un límite en la cantidad de casillas que cada jugador puede crear a la vez. Los acertijos en la campaña de dos jugadores a menudo requieren la cooperación entre los jugadores para ser resueltos. La campaña de dos jugadores también se puede jugar individualmente cambiando entre el control de Qbby y Qucy.
Se puede desbloquear una tercera campaña, "A Tall Tale", en la que los jugadores controlan a Qudy, un personaje rectangular que puede rotar horizontal y verticalmente. Esta campaña presenta un conjunto adicional de rompecabezas que aprovechan las cajas largas de forma rectangular que Qudy puede crear.
Los niveles cuentan con coronas coleccionables que recompensan a los jugadores con medallas, que pueden usarse para comprar bonificaciones como cosméticos, potenciadores y etapas de desafío. Las medallas también se pueden obtener completando un nivel usando un número limitado de casillas. La moneda del juego también se puede utilizar para comprar pistas que demuestren cómo completar el nivel.

## Lanzamiento
BoxBoy! + BoxGirl! fue anunciado para Nintendo Switch en un Nintendo Direct de febrero de 2019. Una demostración gratuita estuvo disponible para su descarga el 17 de abril de 2019. El juego se lanzó en todo el mundo para Nintendo Switch a través de Nintendo eShop el 26 de abril de 2019.

## Recepción
BoxBoy! + BoxGirl! recibió críticas generalmente favorables según el agregador de reseñas Metacritic.
Los críticos elogiaron el nuevo modo cooperativo, destacando la adición de rompecabezas que hizo posible la campaña multijugador. La jugabilidad única de la campaña de Qudy también fue bien recibida para mantener el juego atractivo. Ben Reeves de Game Informer quedó impresionado por los nuevos desafíos que los desarrolladores pudieron crear, incluso con el juego siendo la cuarta entrada de la serie. Sin embargo, los críticos encontraron que algunos niveles son repetitivos y se superponen en sus conceptos.
El escritor de Game Revolution, Toby Saunders, describió el juego como un poco demasiado fácil y criticó el sistema de pistas por restarle desafío al juego. Otros encontraron la dificultad relajada como un buen complemento a los controles simples y visuales que el BoxBoy! exposiciones en serie.